# Josu Bergara Etxebarria
Josu Bergara Etxebarria (Bilbao, Vizcaya, 29 de diciembre de 1935) es un político español del País Vasco de ideología nacionalista vasca. Ha ocupado importantes cargos institucionales tanto en el Partido Nacionalista Vasco como en las instituciones forales y autonómicas. Fue consejero de Transportes y Obras Públicas del Gobierno vasco en 1991 y más adelante, diputado general de Vizcaya entre 1995 y 2003.

## Biografía
Nació en el barrio bilbaíno de Deusto el 29 de diciembre de 1935. En 1971 obtuvo el doctorado de ingeniería industrial por la Escuela Superior de la capital vizcaína, antes de dedicarse a la política, trabajó en diversas empresas de Vitoria, Santander y Bilbao entre los años 1964 y 1977.

## Trayectoria política
En 1976 fue elegido como primer presidente de la Junta Municipal de Deusto del PNV. Ponente de Organización en la asamblea regional de Bizkaia en Euba y en la Asamblea Nacional en Pamplona. Miembro del Bizkaia Buru Batzar con cargo de secretario. En 1979 fue apoderado electo en la primera legislatura de las Juntas Generales en las que además fue portavoz del PNV. Al mismo tiempo que fue miembro de la Comisión Permanente de Juntas Generales y Coordinador de los grupos parlamentarios del partido.
Se presentó a las primeras elecciones al Parlamento Vasco en la candidatura del PNV por Vizcaya, obteniendo su escaño en la recién creada Cámara Vasca. Fue renovando el cargo en el órgano legislativo en sucesivas elecciones hasta 1990. En 1991 fue nombrado cde Transportes y Obras Públicas del Gobierno Vasco por el lendakari José Antonio Ardanza.
En las elecciones forales de 1995 se presentó como candidato del PNV al cargo de diputado general, ganó las elecciones y obtuvo el Gobierno Foral. Se presentó con éxito a la reelección en las elecciones forales de 1999. Al finalizar su segunda legislatura, en reconocimiento a su gestión, obtuvo el galardón de Personalidad Europea del año. En 2003 no volvió a presentarse a la reelección y abandonó la política institucional.